# Kpandai

Kpandai är en ort i östra Ghana. Den är huvudort för distriktet Kpandai, och folkmängden uppgick till 10 824 invånare vid folkräkningen 2010.